# سيلبيركاتينيب
سيلبيركاتينيب(Selpercatinib) ، الذي يُباع تحت الإسم التجاري ريتبڤمو (Retevmo )، هو دواء يستخدم لعلاج أنواع معينة من سرطان الرئة ذو الخلايا غير الصغيرة وسرطان الغدة الدرقية.  و تحديدا في الحالات التي تكون فيها عملية اندماج RET إيجابية أو لديها طفرة جينية RET.   و ذلك بعد فشل العلاجات الأخرى. و يؤخذ عن طريق الفم. 
و تشمل الآثار الجانبية الشائعة العقار على؛مشاكل الكبد، و ارتفاع نسبة السكر في الدم، و جفاف الفم، و الإسهال، و مشاكل في الكلى، و التعب، و التورم، وانخفاض الصفائح الدموية، و الطفح الجلدي.  كما قد تشمل الآثار الجانبية الأخرى ارتفاع ضغط الدم، و إطالة فترة كيو تي ، و النزيف، و التفاعلات التحسسية، ومتلازمة تحلل الورم أيضا.  أما استخدامه في الحمل فقد يضر الجنين.  و هو مثبط كيناز ، الذي يمنع RET. 
تمت الموافقة عليه للاستخدام الطبي في الولايات المتحدة في عام 2020 و أوروبا في عام 2021.   تبلغ تكلفته في الولايات المتحدة حوالي 258000 دولار أمريكي سنويًا اعتبارًا من عام 2021.  و قد تمت الموافقة عليه أيضًا في المملكة المتحدة. 